# 明日香幻想
『明日香幻想』（あすかげんそう）は、朝香祥による飛鳥時代を舞台とした小説である。コバルト文庫刊行。

## 概要
大海人王子と多臣品治を軸としている。この作品の中では、大海人王子は実は漢王であるという設定である。

## あらすじ
玉響（たまゆら）の章
本編第1巻。大海人と品治の出会いから、品治が大海人の秘密を知るところまでを書いている。
品治は、父親が大海人の湯沐の湯沐令に任じられると共に、田村大王の命令により大海人の側仕えになることとなった。しかしその側仕えとは大海人や大海家に秘密で大海人のことを大王にしらせるためのものだった。また、大海人は品治に自身の呪いを聞かせてくれる村に意図的に品治を行かせるなどして、品治を自身の側仕えで無くすようにしむけるのだった。
空蝉（うつせみ）の章
本編第2巻。品治が大海人に仕えるようになってから2年後の話。
大海人の名代として明日香に赴いた品治が、蘇我入鹿の館に招待を受けた帰り道に行方不明となった。その知らせを受けて、今まで誰になんといわれても明日香に行こうとしなかった大海人が明日香に赴き品治の捜索を行なうことに決めた。
葛葉（くずは）の章
本編第3巻。「三輪君文屋の復讐編・前編」。大海人が明日香の宮にあがってから半年後の話。
大海人は宮に上がる際に1人の従者もつけずにあがっていた。その為品治は従者を馘(くび)にされ美濃安八磨の実家に戻されていた。ある日実家から尾張大海連家への使者として尾張を訪れた品治は、尾張熱田社の使者として草薙剣の消失を葛城王子と大海人に伝える人を受けた。その知らせを受け葛城王子と大海人は極秘に草薙剣の行方を調べることになった。
朝露（あさつゆ）の章
本編第4巻。「三輪君文屋の復讐編・後編」。
大海人は三輪君文屋ら山背大兄大王の残党に捕らえられ、行方不明になっていた。

## 登場人物

### 主要人物
大海人王子（おおあまのみこ）
玉響の章の時点では14歳（実際は17歳）である。
かなり整った美しいと言える顔立ちをしているが、だらしのない格好や雰囲気の所為で全てが相殺されてしまっている。色の薄い琥珀に似た色の瞳をしている。身体はやたらと細く、肺の腑に病を抱えていたと分かる肌の白さが目に付く。
格好などはだらしないが時間はきちんと守り、約束も自分勝手な理由から違えたりしない。気さくな性格で立場とか関係なしに気軽に話をする。
田村大王と宝姫王の末王子とされているが、じつは大海人王子の義兄であり宝姫王と高向王との間に生まれた漢王である。漢王が殺されてしまうことを恐れた宝姫王により、宝姫大王が早産して死んでしまった大海人王子とすりかえられて育てられた。また、3歳の年齢差を誤魔化せるようになるまでは、尾張大海連家に預けられ外部との接触がないようにされた。これらの大海人に対する処置は、何者かにより葛城川に落とされ溺れた漢王を国押が助けた後に、宝姫王と国押と大海連家によって決められた。
当初は自ら死を望むような行動をとっていたが、品治に自ら死を望むような行動はとらないと約束させられてからは、そのような行動はとらなくなった。朝露の章の時点で、大海人に死を与える事が出来るのは今のところ3人だと発言している(この中に大海人は含まれない)。
頭の回転が速く、賢く、学問好きであり、また狩りや馬術・弓術・剣術などに優れている。しかし、宮に上がってからは宝姫王の指示で、無能で愚鈍なふりをしている。
多臣品治（おおのおみほんじ）
美濃安八磨の豪族の多氏の嫡男で、玉響の章の時点では18歳である。
馬の扱いに非常に優れており、普段は厩の世話をしている。品治の馬に対する世話の仕方や観察力は非常に信頼されている。
非常に真っ直ぐで素直な性格をしており、また勘がよく妙に鋭い。
当初大海人の出生の秘密は知らなかったが、大海人が自分から死を望む行動をしていたと気づいた。大海人とは、「大海人が自ら死を望むような行動をしない」と「大海人が生きることに耐えられなくなり、また大海人の命と引き換えでなければ大海人の愛するものたちを守りきれないときには、品治が大海人を殺す」という約束をしている。
田村大王の命令により大海人に仕えることになった。田村大王の命令の中には大海人や大海人連家に秘密で、大海人の様子を知らせるという密偵のような役割があったが、そのことに対して強い反発心と罪悪感があった。田村大王の死後も、大海人との約束を理由に大海人の従者として残った。大海人が宮に上がる際に、大海人の自身の従者を危険にさらしたくないという思いから馘にされていたが、朝露の章の最期で大海人の側仕えに戻った。
大海連弓月（おおあまのむらじゆずき）
大海氏の氏上である矢代の長男。玉響の章の時点では20歳。上背があり、鋭さと暖かさを感じさせる端正な印象の強い顔立ちをしている。
弓月が7歳のときに大海人が尾張連家にきた（その時漢王は4歳、大海人王子は1歳）。
大海人の側近であり、幼馴染であり、数少ない理解者でもある。尾張大海家では、大海人の世話をする者を束ねていた。大海人のことを「あいつ」、「あのばか」と呼ぶなど、大海人に対する言動は幼馴染の所為もあってか、他の人よりも乱暴である。
坂上直真稚（さかのうえのあたいまわか）
東漢直（渡来系の氏族）の枝氏である坂上直氏の出。玉響の章の時点では27歳である。空蝉の章の時点で3人目の子土間が生まれた。大柄で浅黒い肌をしており、渡来系の一族らしい堀の深い顔立ちをしている。一重の目は奥まていて表情をうかがわせず、無口であるため、あまりとっつきがいい方ではない。忠誠心に忠誠心に厚い。
妻の名は綾女といい、綾女は国押の娘にあたるので、国押は真稚の義父にあたる。
大海人には国押の命令で20歳のときから使えている。その際に国押に大海人の出生の秘密を聞かされ、何ものからも守るように命令されている。
大海人が宮に上がる際に品治と同様に従者を馘になってしまったが、その後も国押の命令を盾にとって、大海人の護衛をしていた。朝露の章の最後で、大海人の従者に戻った。

### 大海人連家
大海連弓月（おおあまのむらじゆずき）

大海連矢代（おおあまのむらじやしろ）

紗手（さて）

### 多臣家
多臣品治（おおのおみほんじ）

多臣蒋敷（おおのおみこもしき）

### 王族

#### 大王家
田村大王

宝姫王（たからひめのおおきみ）→宝姫大王（たからのおおきみ）
玉響の章の時点では49歳である。空蝉の章では田村大王の次の大王となっている。幾分ふくよかな、妖艶ともいえる艶やかな美しさを兼ね備えた美貌を持っている。
高向王との間に漢王を、田村大王との間に葛城王子、間人王子、大海人王子をもうけている。高向王の死後すぐに田村大王に嫁ぐ事が決まったが、漢王はそのときおなかの中にいた。
国押や大海家と共に、大海人が漢王としてではなく大海人王子として生きることを決めた人である。
葛城王子（かつらぎのみこ）
田村大王と宝姫王の子供であり、大海人の兄(本当は異父弟)である。
背が高く、怜悧や秀麗といったことを感じさせる非常に端正な顔立ちである。全体にぴんと張り詰め隙がなく、神経質そうな印象をしている。時間に正確でない、服装がだらしないなどのきちんとしていないことが嫌いである。直情的で激しく、理性に勝る性格をしている。呪いや迷信といった事が嫌いである。
自分の家族のことをとても大切に思っており、大海人についても呪いの噂などを少しも気にせず、明日香に戻ることを強く望んでいた。大海人が宮に上がった際に、唯一大海人に向かって「やっときたか」といった人である。大海人が明日香に戻ってからは、大海人が何を考えているかが理解できず、また草薙剣の消失の際には大海人のことを信じたくとも信じる事が出来ずに苦しんだ。
宮での曽我氏の台頭を快く思っていない。大王と大王家を担い手として、「倭も唐に倣って早急に近代化を図り、中央により権力を集中した、法律による政治体系を実現しなければいけない」とおもっている。
間人姫王子（はしひとのひめみこ）
田村大王と宝姫王の子供であり、葛城の妹であり、大海人の姉(本当は異父妹)である。玉響の章の時点で15歳である。美しい容姿をしている。

#### 上宮家（かみつみやけ）
厩戸王子（うまやどのみこ）

山背大兄王（やましろのおおえのおおきみ）
厩戸王子の息子。
尾張王（おわりのおおきみ）、子首（こびと）
山背大兄王の息子。
三輪君文屋（みわのきみふみや）

#### その他王族
古人大兄王子（ふるひとのおおえのみこ）

高向王（たかむくのおおきみ）

酢香手姫王子（すかてひめのみこ）

額田部大王（ぬかたべのおおきみ）

軽王（かるのおおきみ）

### 蘇我

#### 蘇我大臣家
蘇我大臣入鹿（そがのおおおみいるか）
蝦夷の息子である。
「倭も唐に倣って早急に近代化を図り、中央により権力を集中した、法律による政治体系を実現しなければいけない」とおもっている。 この考え自体は葛城と同じだが、担い手を大王と大王家ではなく時代が決めるといっている。
蘇我大臣蝦夷（そがのおおおみえみし）
入鹿の父親である。自分が体調を崩した後は、大王家の許可なく勝手に入鹿に紫の冠を渡した。
高向臣国押（たかむくのおみくにおし）
東漢直の一族を束ねる総領であり、娘の綾女は真稚の妻であるため、真稚の義父に当たる。
三歳の漢王を葛城川から助けた人である。宝姫王や大海家とともに、大海人が漢王ではなく大海人王子として尾張大海家で育てられることを決めた人である。
高向臣氏は古くから蘇我大臣家に仕えており、国押もまた蝦夷の代に高向臣氏の氏上となり蘇我の軍を任され、蝦夷や入鹿の腹心として働いている。しかし、国押の忠誠は高向王の子である漢王（つまり大海人）にある。大海人のことを「輪が君」と呼び、大海人に嫌がられている。
大海人を守るためであれば手段を選ばず、大海人の大切な人を殺すことや、大海人の精神を壊すことを平然とやりかねない。実際に品治が山背大兄大王に掴まり大海人が危険に陥るかもしれなかったときに、「このようなことになると分かっていたら品治を殺していた」といったむねのことを発言していた。

#### 蘇我倉山田家
遠智娘（おちのいらつめ）
葛城王子の妻。空蝉の章にて大田姫王をもうける。
蘇我倉山田石川麻呂（そがのくらのやまだのいしかわのまろ）
遠智娘の父親。蘇我大臣家とは仲が悪い。
大田姫王（おおたひめのおおきみ）
葛城王子と遠智娘の娘。

### その他
中臣連鎌足（なかとみのむらじかまたり）

尾張臣広背（おわりのおみひろせ）

巨勢臣徳太（こせのおみとこだ）

三輪君甕穂（みわのきみみかほ）